# Trachylepis occidentalis
Trachylepis occidentalis (західний трисмугий сцинк) — вид сцинкоподібних ящірок родини сцинкових (Scincidae). Мешкає в Південній Африці.

## Поширення і екологія
Західні трисмугі сцинки мешкають на заході Південно-Африканської Республіки, в Ботсвані, Намібії і Анголі. Вони живуть в сухих чагарникових заростях, пустищах і напівпустелях, на висоті до 900 м над рівнем моря.